# Mosquer gorjablanc
El mosquer gorjablanc (Empidonax albigularis) és un ocell de la família dels tirànids (Tyrannidae).

## Hàbitat i distribució
Habita camps amb arbusts i matolls de les terres altes des de Mèxic al sud-oest de Chihuahua, Durango, Zacatecas, San Luis Potosí i sud de Tamaulipas cap al sud fins al nord de Nicaragua, a les muntanyes del centre de Costa Rica i oest de Panamà.